# كين بيليني
كين بيليني (بالبرتغالية: Ken Bellini‏) هو لاعب كرة قدم برازيلي، ولد في 14 مايو 2003 في البرازيل.

## وصلات خارجية
- كين بيليني على موقع Soccerway.com (الإنجليزية)